# Aegoschema adspersum
Aegoschema adspersum là một loài bọ cánh cứng trong họ Cerambycidae.